# Израел Васкес
Израел Васкес Кастанеда (на испански: Israel Vázquez Castañeda; 25 декември 1977, Мексико – 2 декември 2024, Лос Анжелис) е мексикански професионален боксьор. Световен шампион в категория „Суперпетел“ (IBF 2004 – 2005, WBC 2005 – 2007 и 2007 – 2008).
Един от най-известните мексикански боксьори, изправял се четири пъти за световната титла срещу своя сънародник Рафаел Маркес. Другите му срещи за титлата са с Оскар Лариос (2 пъти), Армандо Гереро и Джони Гонсалес.

## Смърт
На 11 ноември 2024 г. е констатиран сарком в 4-ти стадий. Умира на 3 декември 2024 година на 46-годишна възраст.